# كلايد فوستر
كلايد فوستر (بالإنجليزية: Clyde Foster)‏ هو رياضياتي أمريكي، ولد في 21 نوفمبر 1931 في برمنغهام في الولايات المتحدة، وتوفي في 6 مارس 2017.